# 島田洋七
島田洋七（1950年2月10日—），本名德永昭廣，日本漫才（相聲）師、作家。日本漫才大師島田洋之助門下，與師弟島田洋八（本名：藤井健次）組成漫才二人組B&B。
他在NHK的漫才大賽獲得最優秀新人賞，在1980年代的日本掀起相聲熱潮，雖曾一度解散，但現仍活躍於電視和舞台上。
島田洋七將童年與外婆德永紗乃生活8年的故事寫成《佐賀的超級阿嬤》，在2003年夏天由日本最受歡迎的談話節目「徹子的房間」主持人黑柳徹子專訪，《佐賀的超級阿嬤》的內容掀起話題。起今熱銷超過50萬冊，已經被改編成電影上映。

## 生平

### 佐賀
島田洋七生於1950年的日本廣島縣。1949年父親在美軍在廣島市投下原子彈之後，一個人回廣島，因當時仍有輻射污染而得了原爆症，數年後死亡。
第二次世界大戰後，島田洋七曾寄住在其他阿姨的家裡。後來他的媽媽在廣島市原爆紀念館旁邊開了家居酒屋撫養他與他的哥哥，他與哥哥租住在媽媽開的居酒屋附近，一間六個榻榻米大小的公寓。因其年幼，非常依戀母親，故其在上小學後會在三更半夜溜出公寓到媽媽開的居酒屋。其母非常擔心，於是與洋七的阿姨進行了一個秘密計畫。洋七的阿姨在洋七小學二年級的時候來到廣島照顧洋七，後來洋七的媽媽在跟洋七的阿姨送行時偷偷將洋七推上火車，由洋七的阿姨將洋七送到在佐賀的外婆家由外婆撫養。
洋七的外婆德永紗乃（今川仲秋的后裔）是個樂觀的赤貧階級人士，在洋七住在佐賀的八年間辛苦撫養洋七長大，洋七長大後將這八年間的事情寫成《佐賀的超級阿嬤》、《佐賀阿嬤 笑著活下去！》與《佐賀阿嬤的幸福旅行箱》。他在期間就讀佐賀市立赤松小學校與佐賀市立城南中學校，是城南中學校的棒球隊長，後來因獲准以公費生的名義進入廣島的廣陵高校而離開。

### 廣陵高校
島田洋七在進到廣陵高校的棒球隊時，在練習時被打傷後，便退出棒球社。

## 著作
| 書名                  | 譯者   | 出版社     | 出版社   |
| 書名                  | 譯者   | 中文版     | 原書     |
| --------------------- | ------ | ---------- | -------- |
| 佐賀的超級阿嬤        | 陳寶蓮 | 先覺出版社 | 德間書店 |
| 佐賀阿嬤 笑著活下去！ | 陳寶蓮 | 先覺出版社 | 德間書店 |
| 佐賀阿嬤的幸福旅行箱  | 陳寶蓮 | 先覺出版社 |          |
| 媽媽，我很想妳        | 陳寶蓮 | 先覺出版社 |          |
| 阿嬤，我要打棒球！    | 羊恩媺 | 平安文化   |          |

## 外部連結
島田洋七的官方網站 （页面存档备份，存于）